# Абдулладжанов, Абдумалик Абдуллаевич
Абдумалик Абдуллаевич Абдулладжанов (тадж. Абдумалик Абдуллоевич Абдуллоҷонов; род. 1 января 1949, Худжанд) — таджикский политический деятель, премьер-министр Таджикистана с 21 сентября 1992 по 18 декабря 1993 года.

## Биография
Родился 1 января 1949 года в г. Худжанде. Этнический таджик, выходец из влиятельного аристократического рода. Дед Абдулладжанова — профессор Абдурахман ибн аш-шайх Мухаммад Султон аль-Маасуми — известный учёный-богослов, бежавший в 1922 году в Саудовскую Аравию, где являлся советником саудовского короля Абдул Азиза.
В 1971 году окончил Одесский технологический институт по специальности инженер-технолог. С 1971 года — начальник смены, а затем директор Кайраккумского мелькомбината.
С 1980 года — заместитель министра заготовок Таджикской ССР, с 1986 года — первый заместитель министра, с 1987 года — министр хлебопродуктов Таджикской ССР.
С 21 сентября 1992 года — исполняющий обязанности премьер-министра; с 20 ноября 1992 года — премьер-министр Таджикистана. В 1993 году подал в отставку из-за несогласия с политикой президента Э. Рахмона.
В 1993—1994 годах — посол Таджикистана в России.
В ноябре 1994 года баллотировался на президентских выборах. В июле 1996 года основал политический блок Национальное единство. Затем — лидер северного оппозиционного Движения за национальное возрождение. Живущий в эмиграции с середины 1990-х годов, Абдулладжанов считается организатором неудавшейся попытки мятежа в Худжанде в 1998 году.
5 февраля 2013 года задержан по запросу таджикских властей в аэропорту «Борисполь» (Киев, Украина).
4 апреля 2013 года был освобождён из Киевского следственного изолятора.
По состоянию на 2015 год проживал в Соединённых Штатах Америки.